# Теорема Онсагера
Теорема Онсагера — утверждение о симметричности матрицы феноменологических коэффициентов, связывающей термодинамические потоки, являющиеся количественным описанием необратимых термодинамических явлений, и силы, являющиеся количественным описанием причин, вызывающих необратимые термодинамические явления. Если имеет место феноменологическое соотношение между термодинамическими потоками {\displaystyle J_{i}} и термодинамическими силами {\displaystyle X_{k}}:
{\displaystyle J_{i}=\sum _{k=1}^{n}L_{ik}X_{k},(i=1,2,...,n)},
то при соответствующем выборе потоков {\displaystyle J_{i}} и сил {\displaystyle X_{k}} матрица феноменологических коэффициентов должна быть симметричной, то есть:
{\displaystyle L_{ik}=L_{ki},(i,k=1,2,...,n)}.
Эти тождества называются соотношениями Онсагера.
Установлена Ларсом Онсагером. Доказательство использует общие методы статистической механики, включая теорию флуктуаций, микроскопическую обратимость и гипотезу о затухании флуктуаций.
Например, если состояние системы характеризуется известными параметрами (например, давление, температура, концентрация) {\displaystyle A_{1},A_{2},...,A_{n}} и имеют место отклонения от значений при равновесии {\displaystyle \alpha _{i}=A_{i}-A_{i}^{0}}, где {\displaystyle A_{i}^{0}} — равновесные значения, то изменение энтропии в неравновесном состоянии можно написать в виде: 
{\displaystyle \Delta S=-{\frac {1}{2}}\sum _{i,k}g_{ik}\alpha _{i}\alpha _{k}}.
Согласно теореме Онсагера, потоки представляют собой производные по времени параметров состояния {\displaystyle J_{i}={\dot {\alpha }}_{i}}, а силы являются:
{\displaystyle X_{i}={\frac {\partial (\Delta S)}{\partial \alpha _{i}}}=-\sum _{k=1}^{n}g_{ik}\alpha _{k},(i=1,2,...,n)}.